# Pads
Pads，是一款用於設計、模擬電子線路及設計電路板的電腦軟件，原由Innoveda(Nasdaq:INOV)公司開發，其後改名為PowerPCB，在2002年4月Innoveda被Mentor Graphics（NASDAQ：MENT）收購，近年再次改用原名Pads。

## 版本
早期版本運行於DOS操作系統，名為Pads，在90年代是初推出Pads 2000，獨特之處有T-route功能，同一net內可以不受鼠線限制意由使用者連接；及自動鋪銅功能。 

在90年代中推出運行在Microsoft windows 3.0 上的版本，名為Pads Perform，其功能與Pads 2000基本相同。

到90年代尾推出運行於Microsoft windows 95的新版本，名為PowerPCB及PowerLogic(繪制線路圖部份)。

## 特點
耗用電腦硬件資源較少，在速度較慢的電腦也有不錯的表現。
其線路設計部份Power Logic，所有連線都必需在兩端都有物體或電器符號連接才能存在，因此當被移動時，就算兩條終端重疊也不會被當成連接，避免意外的錯誤連接。

## 批評
在早期版本(運行於DOS及Windows 3.0的版本) 問題不少，經常 crash ，甚至使其自動備份成為重要功能，這類問題在Power PCB版本上漸漸改善，現在已相當穩定。

## 其他
Mentor Graphics也提供其他免費的週邊功能、服務。包括Viewer及把其他設計軟件(包括Altium Designer，也即Protel)的檔案轉換成Pads的檔案的轉換工具。

## 外部連結
- Mentor Graphics（页面存档备份，存于）